# Stephany Mayor
Stephany Mayor (* 23. September 1991 in Mexiko-Stadt) ist eine mexikanische Fußballspielerin auf der Position einer Stürmerin.

## Leben

### Verein
Stephany Mayor begann ihre Laufbahn in der Frauenfußballmannschaft der Universidad de las Américas Puebla (UDLAP) und wechselte 2016 zum isländischen Þór/KA, mit dem sie 2017 die isländische Frauenfußballmeisterschaft gewann.
Nachdem zwischenzeitlich auch im mexikanischen Frauenfußball Profibedingungen geschaffen worden waren, wechselte Mayor Anfang 2020 zu den Tigres Femenil, mit denen sie seither viermal die mexikanische Frauenfußballmeisterschaft und dreimal den Campeón de Campeones gewann.

### Nationalmannschaft
Nachdem Mayor bereits neun Einsätze für die mexikanischen U-20-Nationalmannschaft absolviert hatte, ist sie seit 2010 auch Nationalspielerin der A-Mannschaft.

## Erfolge
- Isländischer Meister: 2017
- Mexikanischer Meister: Guardianes 2020, Guardianes 2021, Apertura 2022, Apertura 2023
- Campeón de Campeones: 2021, 2023, 2024